# Carboneras
Carboneras è un comune spagnolo situato nella provincia di Almería, Andalusia, Spagna.
Si trova ad un'altitudine di 10 metri  e a 68 km della capitale della provincia, Almeria.